# Hammered
A Hammered album a brit Motörhead zenekar 2002-ben megjelent, sorrendben tizenhatodik stúdiólemeze.

## Története
A gitáros Phil Campbell és a dobos Mikkey Dee a 2001. szeptember 11-ei terrortámadást megelőző napon repült Lemmyhez az album felvételeire Amerikába. A stúdiózás Chuck Reed hangmérnök házában Hollywood Hillsen zajlott. A direktebb We Are Motörhead album után a Hammered egy zeneileg változatosabb, dallamosabb lemez lett.
A lemezt záró "Serial Killer"-ben a Motörhead-rajongó pankrátor Triple-H is szerepel. Szóban mondják el a dalszöveget együtt Lemmyvel, miközben a háttérben különböző zajok, rémisztő hangok hallatszanak.
Szóval, mi idióták megígértük neki, hogy rajta lehet a következő lemezünkön. Aztán rájöttünk, hogy fogalmunk sincs, tud-e énekelni. Nos, arra gondoltunk, majd üvölt egyet valamelyik dalban, de akkor eszembe jutott ez a szövegmondós dolog és tökéletes lett.
Az album több változatban is megjelent. A standard CD-n 11 dal szerepel. A digipak változaton a pankrátor Triple-H bevonulózenéjét játssza a Motörhead a "The Game" című bónusz dalban. Ez a dal a kétlemezes limitált kiadás bónusz CD-jén is helyet kapott.

## Az album dalai
1. "Walk a Crooked Mile" – 5:53
2. "Down the Line" – 4:23
3. "Brave New World" – 4:03 videóklip
4. "Voices from the War" – 4:28
5. "Mine All Mine" – 4:12
6. "Shut Your Mouth" – 4:08
7. "Kill the World" – 3:39
8. "Dr. Love" – 3:49
9. "No Remorse" – 5:18
10. "Red Raw" – 4:04
11. "Serial Killer" (feat. Triple-H) – 1:45 videóklip

Bónusz dalok
1. "The Game" (Jim Johnston feldolgozás) – 3:30
2. "Overnight Sensation" (Live) – 4:16

### Limitált kiadás bónusz CD
- Bónusz dalok:

1. "Shoot You in the Back" (Live at Wacken Open Air 2001) – 2:52
2. "R.A.M.O.N.E.S." (Live at Wacken Open Air 2001) – 1:35
3. "The Game" (Jim Johnston feldolgozás) – 3:31

- 25 & Alive: Boneshaker DVD részlet (kb. 16 perc)

## Közreműködők
- Ian 'Lemmy' Kilmister – basszusgitár, ének
- Phil Campbell – gitár
- Mikkey Dee – dobok